# Nußdorf am Haunsberg
Nußdorf am Haunsberg är en ort och kommun i Österrike. Den ligger i distriktet Salzburg-Umgebung i förbundslandet Salzburg,  250 kilometer väster om huvudstaden Wien. Kommunen har i sydväst en kort gräns mot Bayern i Tyskland.
Kommunen består av 23 orter (Ortschaften) (inom parentes invånarantal 1 januari 2024):

- Altsberg (35)
- Durchham (22)
- Eisping (72)
- Gastein (26)
- Hainbach (46)
- Hochberg (30)
- Irlach (17)
- Kleinberg (96)
- Kroisbach (40)
- Lauterbach (93)
- Liersching (32)
- Lukasedt (18)
- Nußdorf am Haunsberg (1 087)
- Olching (65)
- Pabing (12)
- Pinswag (107)
- Reinharting (17)
- Rottstätt (36)
- Schlößl (172)
- Schröck (19)
- Steinbach (81)
- Waidach (289)
- Weitwörth (91)